# Sveriges mästerkock, säsong 1 (2011)
Den första säsongen av Sveriges mästerkock sändes på TV4 under våren 2011. Domare i denna första säsongen av programmet var Leif Mannerström, Markus Aujalay och Per Morberg. Till den första säsongen ägde en castingturné rum i Stockholm, Göteborg, Helsingborg och Umeå. Vinnare blev Louise Johansson efter att ha stått i final mot Jennie Benjaminsson. Första säsongen vann Kristallen 2011 i kategorin "Årets dokusåpa".

## Deltagare
I första säsongen tog sig följande 14 personer till finalomgångarna. 
- Adam Frimodig, 32 år, Stockholm
- Johanna Orring, 27 år, Stockholm
- Laleh Maghonaki, 43 år, Storvreta
- Leif Nöjd, 45 år, Åkersberga
- Jessica Frej, 21 år, Stockholm
- Louise Johansson, 24 år, Kungälv
- Björn Spak, 35 år, Mölndal
- Jennie Benjaminsson, 18 år, Lindome
- Ingrid Persson, 34 år, Umeå
- Linda Tjällberg, 37 år, Sollefteå
- Åke Lithén, 51 år, Skellefteå
- Pernilla Elmquist, 47 år, Malmö
- Andreas Wennborg, 32 år, Helsingborg
- Maximilian Moëll, 20 år, Lund

## Castingturné
Inför programmet ägde en castingturné rum runt om i Sverige.
- Stockholm: 25 september 2010, Clarion Hotel Sign.
- Göteborg: 3 oktober 2010, Lindholmen Conference Centre.
- Helsingborg: 10 oktober 2010, Parapeten Söder.
- Umeå: 17 oktober 2010, Nolia.

## Källhänvisningar
1. 1 2  ”Per Morberg, Marcus Aujalay och Leif Mannerström är domare i TV4:s Sveriges mästerkock”. Arkiverad från originalet den 27 augusti 2010. https://web.archive.org/web/20100827102738/http://www.tv4.se/1.1754905/2010/08/24/per_morberg_marcus_aujalay_och_leif_mannerstom_ar_domare_i_tv4_s_sveriges_masterkock. Läst 22 januari 2017.
2. ↑  ”Per Morberg, Marcus Aujalay och Leif Mannerström är domare i TV4:s Sveriges mästerkock”. TV4. Arkiverad från originalet den 12 mars 2011. https://web.archive.org/web/20110312105047/http://www.tv4.se/1.1754905. Läst 24 september 2010.